# Naruto Uzumaki
Naruto Uzumaki (jap. うずまき ナルト) je lik iz animeja in mange franšize Naruto, ki jo je ustvaril Masashi Kishimoto. Naruto je eponimni protagonist serije in najstniški nindža iz izmišljenega mesta Konohagakure. Someščani Naruta zasmehujejo zaradi Devetorepa – zlobnega bitja, ki je napadlo Konohagakure in ki je zapečateno v Narutovem telesu. Da bi se uveljavil, si prizadeva postati voditelj mesta – hokage. Njegova vesela in razposajena osebnost mu omogoča, da se zlahka spoprijatelji z drugimi nindžami svojega mesta ter tudi z nindžami iz drugih mest. Naruto se pojavlja v filmih te serije in v drugih medijih, povezanih s to franšizo, vključno z videoigrami in izvirno videoanimacijo.
Pri ustvarjanju Naruta v začetnem delu serije je Kishimoto ohranil lik kot "preprostega in neumnega", hkrati pa mu dodelil veliko lastnosti idealnega junaka. Kishimoto mu je dodal kruto preteklost, da bi mu ustvaril temačno stran. Mnogokrat je menjajoč različna oblačila dodelal Narutovo podobo, da bi s tem zagotovil večjo pritegljivost za zahodno občinstvo in lažjo ilustrativnost. Kishimoto je za drugi del zgodbe svoj načrt spremenil tako, da se ta prične dve leti in pol po prvem delu. Narutu je v originalni animirani seriji posodila glas Junko Takeuchi, v angleških različici pa Maile Flanagan.
Naruto ostaja zelo priljubljen znotraj Naruto-fanovskih krogov, kar je razvidno iz njegove visoke priljubljenost v raznih anketah. V prodaji je veliko blaga, ki temelji na Narutu, vključno s figuricami in obeski za ključe. Lik Naruta je bil večkrat pohvaljen s strani anime in manga publikacij. Čeprav ga nekateri vidijo kot stereotipnega manga in anime protagonista, primerljivega z drugimi iz drugih shōnen mang, hvalijo njegova osebnost in osebnostni razvoj.

## Opis
Naruto Uzumaki je predstavljen kot mladostnik s špičastimi blond lasmi in modrimi očmi. Pogosto nosi oranžno trenirko. Po njegovi nindža diplomi nosi tudi naglavni trak, ki označuje njegovo pripadnost kot nindža Konohe. V drugem delu mange nosi novo obleko kot posledica njegove telesne rasti. Devetorep, zapečaten v njem, vpliva na videz njegovega telesa tako, da mu je v bitki podoben. Sprva Naruto kaže le majhne spremembe, kot so ostri zobje in kremplji, a se mu pozneje razvije tudi rdeč rep iz lisjakove življenjske energije ali čakre. Rdeča čakra začne obdajati njegovo telo; ko se pojavijo štirje repi, se Narutova kri začne spajati s čakro, kar obarva vse njegovo telo rdeče. Ko se pojavi šesti rep, je videti, kot bi Naruto nosil lisjakovo okostje. Ko Naruto prevzame nadzor nad lisjakovo čakro, je sposoben ohraniti in uporabljati svojo trenutno obliko. Kot nindža Naruto nosi veliko orožja, vendar se v boju opira predvsem na svoje jutsuje, zlasti je dobro izurjen v izdelavi klonov sebe.